# 新潟市巻文化会館
新潟市巻文化会館（にいがたし まきぶんかかいかん）は、新潟県新潟市西蒲区巻甲に所在するホール施設。同一建造物内に新潟市巻地区公民館を併設しており、新潟市が所有且つ運営管理を行っている。

## 概要
1980年、当時の巻町に巻町文化会館（まきまちぶんかかいかん）、巻町公民館（まきまちこうみんかん）として開館。2005年10月10日、巻町が新潟市へ編入合併したのに伴い、両施設は現名称に改称した。
大ホールの席数は1,000席で、客席前列はオーケストラピットとしても使用できる。現在も中央区の白山公園内に所在する新潟県民会館、新潟市音楽文化会館、新潟市民芸術文化会館（りゅーとぴあ）をはじめ、新潟勤労者総合福祉センター（新潟テルサ）など市内の主要ホール施設と同様、音楽イベントやミュージカルなどを中心に多くの公演が行われている他、市内の小学校・中学校・高等学校の吹奏楽部が練習に使用するなど、一般利用と合わせて年間延べ10万人の利用実績を有する。

## 施設
- 大ホール
  - 座席数：1,000（固定席907・うち車椅子席9、前列可動席88席）
  - 大ホール楽屋（3室）
  - 練習室（2室）

## 交通アクセス
- JR越後線 巻駅から西へ徒歩約8分